# Futebol na Jamaica
O futebol é o desporto mais popular da Jamaica. Foi introduzido no país pelo Império Britânico e aprimorado sequencialmente. Outros esportes populares na Jamaica são cricket, atletismo e netball (este especialmente para mulheres).

## História
A maioria dos registros fiáveis disponíveis indicam que o futebol foi introduzido na Jamaica por volta do século 19, mais especificamente em 1893, ano que segundo informações foi fundado a primeira equipe de futebol do país. Naquele tempo, o futebol fazia rivalidade com o cricket, que tinha estabelecido anteriormente popularidade na ilha. Isto pode ter acontecido em parte devido ao clima, que adequa melhor críquete.

## Federação Jamaicana
A Federação Jamaicana de Futebol, original de Jamaica Football Federation (JFF), é o principal órgão governamental do futebol no país, tendo sido fundado em 1910. A JFF organiza os jogos das seleções masculina e feminina, além do Campeonato Jamaicano de Futebol, a principal competição entre clubes do país. O atual presidente é Captain Horace Burrell.
A JFF filiou-se à Federação Internacional de Futebol (FIFA). Um dos maiores sucessos da federação foi ter classificado a Seleção Nacional para disputar a Copa do Mundo de Futebol de 1998, na França. Apesar disso, a Jamaica não conseguiu passar da primeira fase, mas venceu um jogo contra o Japão por 2-1. Além, a Jamaica já venceu em três ocasiões a Copa do Caribe.

## Sistema do campeonato
- São divididos em cinco campeonatos, sendo a Premier League o principal.